# 孟连野桐
孟连野桐（学名：Mallotus philippensis var. menglianensis）为大戟科野桐属下的一个变种。

## 扩展阅读
- 維基物種上的相關：孟连野桐